# 香港過海隧道新收費方案
香港過海隧道新收費方案，又稱「三隧分流」，是香港行政長官林鄭月娥在2018年度香港行政長官施政報告提出的分流紅磡海底隧道、東區海底隧道及西區海底隧道車流的方案。

## 歷史
因應紅隧和東隧在繁忙時間的車流量遠遠超過的設計容車量，而西隧尚有剩餘的設計容車量，政府提出透過増加紅隧和東隧的收費，減少西隧的收費，從而控制車流量。其中私家車的西隧收費由70元減至50元，紅隧收費由20元增至40元，東隧收費由25元增至40元。
施政報告預計2020年起向西隧補貼最多18億港元，以換取西隧減價。其後，運輸及房屋局局長陳帆透露三隧分流是由林鄭月娥親自去北京和極高層商談得來，不可能在短時間内作出改變。
2019年1月3日，運輸及房屋局向立法會提交「隧道費調整方案」無約束力議案，有分析指政府改以無約束力議案提交立法會，是為了迫議員表態。若然未獲立法會過半支持，政府可以立法否決為由擱置方案。
2019年1月22日，陳帆宣布因為三隧分流未獲立法會足夠的支持，撤回三隧分流的無約束力議案。
2019年3月1日，陳帆提出優化三隧分流方案，把紅隧和東隧在三隧分流多收的9.13億港元隧道費成立「智慧交通基金」，用作配合發展智慧城市及紓緩交通擠塞。另外，政府會在西隧專營權屆滿前，完成檢討政府隧道收費水平。三隧分流方案的無約束力議案會在3月27日再提上立法會。
2019年3月26日，林鄭月娥宣布因為三隧分流未獲立法會足夠的支持，第二度撤回三隧分流的無約束力議案，政府直至2023年收回西隧專營權前，不會再透過調整隧道費分流三隧車流。
2022年12月，政府向立法會提交三隧分流方案，紅隧和東隧的私家車收費將上調至30元，西隧則減價至60元，即西隧收費與另外兩條隧道價格仍相差一倍。另的士在三隧的收費將劃一25元。惟有立法會議員質疑當局方案未能做到分流，促請當局盡快實行不同時段不同收費。亦有議員提出修正案，劃一調低的士及商用車使用紅隧及西隧的收費至20港元，但遭否決。
政府的新方案最終於2023年6月28日獲立法會三讀通過，亦在西隧專營權交還政府後的8月2日正式實施第一階段「633」固定新收費。
隨著政府不停車繳費服務「易通行」於2023年暑假陸續於三條過海隧道實施，政府在10月11日公佈將於12月10日早上5時起實施第二階段「分時段收費」 ，惟於16日公佈將延遲一星期至17日實施，以預留充分時間廣泛宣傳及避免於區議會選舉當日實施而造成混亂。

## 2018年建議方案
| 車輛類別   | 西區海底隧道 | 紅磡海底隧道及東區海底隧道 |
| ---------- | ------------ | -------------------------- |
| 私家車     | $50          | $40                        |
| 載客的士   | $36          | $20                        |
| 非載客的士 | $15          | $15                        |
| 電單車     | $20          | $16                        |
| 專營巴士   | 豁免         | 由政府代繳                 |
| 其他       | 維持不變     | 維持不變                   |

## 現行方案

### 第一階段：「633」固定收費
由2023年8月2日起實施至2023年12月17日早上4時59分：
| 車輛類別     | 西區海底隧道 | 紅磡海底隧道及東區海底隧道 |
| ------------ | ------------ | -------------------------- |
| 私家車       | $60          | $30                        |
| 的士         | $25          | $25                        |
| 其他車輛種類 | 維持不變     | 維持不變                   |

### 第二階段：「分時段收費」
由2023年12月17日早上5時起實施：
| 車輛類別                              | 日期                          | 時段                      | 西區海底隧道 | 海底隧道及東區海底隧道 |
| ------------------------------------- | ----------------------------- | ------------------------- | ------------ | ---------------------- |
| 電單車、機動三輪車                    | 星期一至六 （不包括公眾假期） | 繁忙時段                  | $24          | $16                    |
| 電單車、機動三輪車                    | 星期一至六 （不包括公眾假期） | 過渡時段 （非繁忙至繁忙） | $8.8－$23.2  | $8.8－$15.2            |
| 電單車、機動三輪車                    | 星期一至六 （不包括公眾假期） | 過渡時段 （一般至繁忙）   | $12.8－$23.2 | $12.8－$15.2           |
| 電單車、機動三輪車                    | 星期一至六 （不包括公眾假期） | 一般時段                  | $12          | $12                    |
| 電單車、機動三輪車                    | 星期一至六 （不包括公眾假期） | 非繁忙時段                | $8           | $8                     |
| 電單車、機動三輪車                    | 星期日和公眾假期              | 一般時段                  | $10          | $10                    |
| 電單車、機動三輪車                    | 星期日和公眾假期              | 過渡時段 （一般至非繁忙） | $8.4－$9.2   | $8.4－$9.2             |
| 電單車、機動三輪車                    | 星期日和公眾假期              | 非繁忙時段                | $8           | $8                     |
| 私家車                                | 星期一至六 （不包括公眾假期） | 繁忙時段                  | $60          | $40                    |
| 私家車                                | 星期一至六 （不包括公眾假期） | 過渡時段 （非繁忙至繁忙） | $22－$58     | $22－$38               |
| 私家車                                | 星期一至六 （不包括公眾假期） | 過渡時段 （一般至繁忙）   | $32－$58     | $32－$38               |
| 私家車                                | 星期一至六 （不包括公眾假期） | 一般時段                  | $30          | $30                    |
| 私家車                                | 星期一至六 （不包括公眾假期） | 非繁忙時段                | $20          | $20                    |
| 私家車                                | 星期日和公眾假期              | 一般時段                  | $25          | $25                    |
| 私家車                                | 星期日和公眾假期              | 過渡時段 （一般至非繁忙） | $21－$23     | $21－$23               |
| 私家車                                | 星期日和公眾假期              | 非繁忙時段                | $20          | $20                    |
| 的士                                  | 每日                          | 全日劃一                  | $25          | $25                    |
| 其他車輛 （包括貨車、小型巴士和巴士） | 每日                          | 全日劃一                  | $50          | $50                    |

時段：
星期一至六：
- 非繁忙時段：00:00-07:30、（西隧）19:38- 00:00/19:18-23:59

- 非繁忙 → 繁忙：（西隧)07:30-08:08／（紅、東隧）07:30-07:48
- 一般時段：（西隧)10:43-16:30／（紅、東隧）10:23-16:30
- 一般 → 繁忙：（西隧)16:30-16:58／（紅、東隧）16:30-16:38
- 繁忙 → 非繁忙：（西隧）19:00-19:38／（紅、東隧）19:00-19:18

星期日和公眾假期：
- 非繁忙時段：00:00-10:11、19:19-23:59
- 非繁忙 → 一般：10:11-10:15
- 一般時段：10:15-19:15
- 一般 → 非繁忙：19:15-19:19

## 爭議
有意見認為，道路使用者是因為出發地理位置而選擇使用就近隧道，就如新界東及九龍東居民會因為連接道路設計而取道東隧，不會刻意繞路選用西隧過海，反之往來新界西北、西九龍和港島西亦不會取道東隧。三隧分流雖然可縮短行車時間，但要付更多隧道費；而新界西居民憂慮將來西隧在繁忙時間會否出現更嚴重擠塞。此外，三條海底隧道連同主幹線和連接新界的隧道連接，要達成分流需要同時解決現時連接新界和九龍同樣交通擠塞嚴重的問題。

## 外部連結
- 2018年政府建議的「三隧分流」方案（页面存档备份，存于）
- 2022年政府建議的「三隧分流」方案 （页面存档备份，存于）